# Muhammet Emin Akbaşoğlu

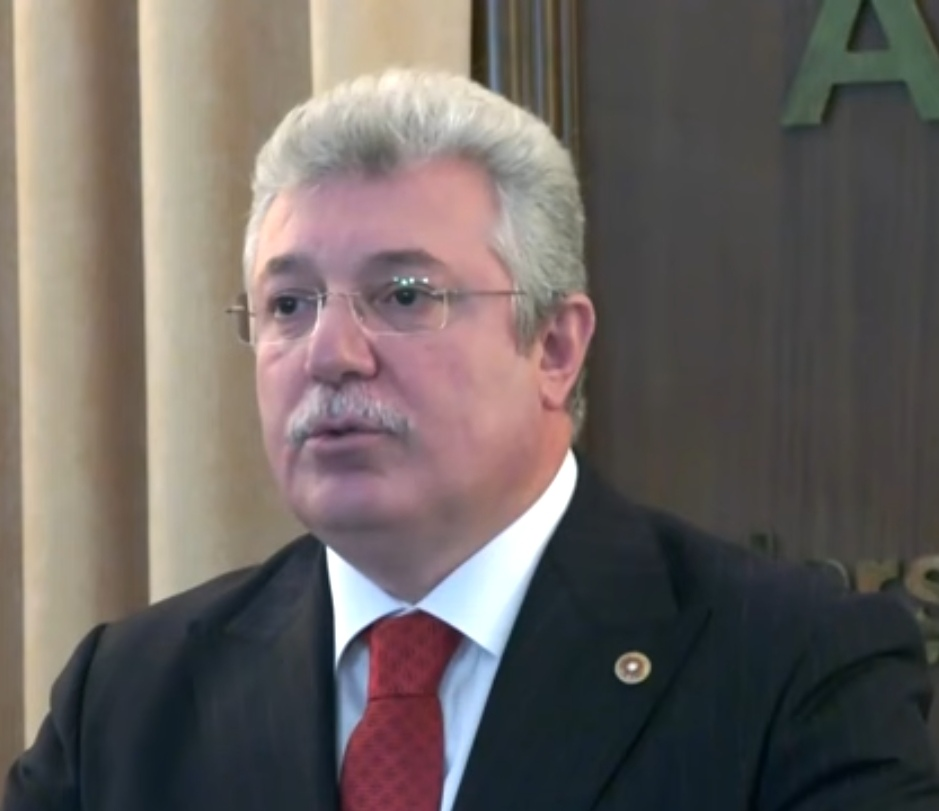
Muhammet Emin Akbaşoğlu

Muhammet Emin Akbaşoğlu (* 6. Oktober 1968 in Gaziosmanpaşa) ist ein türkischer Jurist und Politiker der Adalet ve Kalkınma Partisi (AKP). Seit 2015 ist er Abgeordneter der Großen Nationalversammlung der Türkei (TBMM).

## Biografie
Akbaşoğlu wurde in Gaziosmanpaşa geboren. Er absolvierte die Küçükköy İmam Hatip Lisesi und schloss anschließend ein Studium der Rechtswissenschaften an der Universität Istanbul ab.
Nach den Kommunalwahlen vom 27. März 1994 arbeitete Akbaşoğlu als persönlicher Referent und Prüfer in der Stadtverwaltung von Gaziosmanpaşa. Ab 2003 war er als Rechtsberater beim Präsidium des Instituts für Gerichtsmedizin tätig. 2011 wurde er zum stellvertretenden Vorsitzenden dieser Institution ernannt. Er war Mitglied des Organisationskomitees des Internationalen Kongresses für Gerichtsmedizin (IALM) im Jahr 2012 und beteiligte sich am Projekt „Geliştirilmiş Bilirkişilik Sistemi“, das in Zusammenarbeit mit europäischen Ländern durchgeführt wurde.
Akbaşoğlu wurde bei den
Parlamentswahlen im Juni 2015 erstmals als Abgeordneter für die Provinz Çankırı in die Große Nationalversammlung der Türkei gewählt und in den darauffolgenden Wahlen 2015, 2018 und 2023 wiedergewählt. In der 25. und 26. Legislaturperiode war er Mitglied der Verfassungskommission. Derzeit dient er als stellvertretender Fraktionsvorsitzender der AKP im Parlament.

## Privates
Akbaşoğlu ist verheiratet und Vater von zwei Kindern. Er spricht fließend Englisch und Arabisch.